# Château de Pignerolle
Cet article possède un paronyme, voir Pignerol.
Le domaine de Pignerolle appartient à la communauté urbaine Angers Loire Métropole. Il est situé sur la commune de Saint-Barthélemy-d'Anjou, dans le département français de Maine-et-Loire.

## Historique

### Origine de Pignerolle
En 1509, cet ancien fief et seigneurie appartient à un dénommé Louis Migo. En 1649, il est la propriété de François Éveilard, sieur de Seillon et de Pignerolle. Né le 2 février 1595, il devient juge puis président à la prévôté d'Angers, il est conseiller et échevin perpétuel en 1626, puis maire d'Angers de 1641 à 1643.
Sa fille Renée, à qui revient Pignerolle, épouse Antoine Avril le 12 février 1655. Antoine Avril, commissaire des guerres, est né le 6 décembre 1614 à Saumur. Par cette alliance, la terre de Pignerolle revient donc à la famille Avril qui la conserve jusqu'après la Révolution.
Le domaine revient ensuite à leur fils, François Avril, qui associe Pignerolle à son nom, comme c'est l'usage. Le 14 avril 1679, il épouse Catherine Renée du Tremblier, sa cousine.
Vers 1675, François Avril de Pignerolle, jeune "maître de manège" déjà célèbre, est nommé par le secrétaire d'État de la Maison du roi, pour prendre la direction de l'Académie royale d'équitation d'Angers.
Son fils aîné, Marc-Antoine-François, né le 14 avril 1683, lui succède. Le 26 mai 1714, il épouse Anne-Louise Martineau, fille de Guillaume Martineau de la Bouteillère, de qui il a deux fils, Charles-Claude-Michel, né le 23 janvier 1716 et Marc-Antoine, né le 25 juillet 1718. En 1724, son renom est tel que le prince de Lorraine fait appel à "M. de Pignerolle" pour diriger l'académie de Lunéville jusqu'en 1730.
Son frère Bernard prend la suite avec ses deux neveux. En 1753, sur décision du conseil municipal d'Angers, l'académie est entièrement reconstruite, paroisse de l'Esvière, à l'emplacement de l'ancienne. Bernard Avril de Pignerolle ne voit pas la fin des travaux, il décède le 7 juin 1756, laissant ses deux neveux, Charles-Claude-Michel et Marc-Antoine poursuivre la gestion de l'académie. Mais en 1761, à quatre mois d'intervalle, les deux directeurs meurent, Charles-Claude-Michel, le 29 août et Marc-Antoine, le 24 décembre.
La direction de l'académie revient à Marcel Avril de Pignerolle, né le 12 janvier 1743, fils de Charles-Claude-Michel et de Jeanne Thomas des Jonchères. Le 19 mai 1763, il épouse à Laval, Jacquine-Anne Duchemin de la Jarossay, fille de Joseph Duchemin, ancien échevin de cette ville et de dame Jacquine Renée Hoisnard. Ils eurent quatre enfants, entre 1766 et 1770 : Anne-Rosalie, Geneviève-Sophie, Marie-Anne-Victoire et Louis-Charles-Marcel. Ce dernier meurt à l'âge de 2 ans. La famille habite alors le magnifique logement de fonction dans les nouveaux bâtiments de l'académie. C'est en 1776 que le couple entreprend la construction d'une maison de plaisance "une folie" sur ses terres de Pignerolle.
Le 7 janvier 1784, Arsène (1745-1815), frère de Marcel, épouse Anne-Rosalie sa nièce. Elle a 20 ans et lui,39. Leur fils aîné, Arsène Avril de Pignerolles est élu député royaliste de la Mayenne le 28 septembre 1829.

### Les Avril de Pignerolle pendant la Révolution
Cette paisible famille est emportée dans la tourmente de la Révolution : par délibération du conseil municipal d'Angers du 1er août 1792, l'académie d'équitation est fermée. Marcel Avril est arrêté le 22 octobre 1793, avec sa fille Anne-Rosalie et Louison, la gouvernante de ses enfants. La décision est-elle motivée par les conclusions très dures du 1er août 1792, concernant la gestion de l'académie ou bien parce que son frère Arsène, capitaine au régiment de Bourgogne-Cavalerie, qui a pris le parti de quitter la France, est considéré comme émigré ?
Emprisonné dans les caves de Doué, affaibli par une marche éprouvante depuis Angers et par les conditions de détention épouvantables, Marcel Avril meurt le 7 nivôse An II [27 décembre 1793]
Du 19 novembre au 8 décembre 1793, René Lemeunier, commissaire nommé par le district d'Angers, appose les scellés sur les meubles et effets qui garnissent la maison de Pignerolle. Le 11 octobre 1794, afin de permettre aux héritiers de Marcel Avril de régler la succession, Lemeunier revient pour lever les scellés. Il est accueilli par "le citoyen-Alexandre-Florimond Durocher, dit des Faveries et les citoyennes Victoire Avril, son épouse et Rosalie Avril, sa belle-sœur".
Alexandre-Florimond Durocher avait épousé Anne-Victoire le 30 juin 1794. Ils eurent deux filles, Victoire et Émilie. Leur mère, âgée de seulement 38 ans, décède le 18 mars 1807. Afin de régler la succession, un inventaire est fait à Pignerolle : si le château est abondamment meublé, on ne peut le qualifier de "richement meublé", en effet, beaucoup d'objets, effets personnels ou linge, sont décrits comme "mauvais". Une salle au rez-de-chaussée sert même de débarras ! On ne signale aucun décor de valeur (rideaux, tentures, tapisseries, lustres...) mais quelques instruments de musique - violons, basson, piano-forte, harpe - témoignage de l'intérêt que porte la famille à la musique.

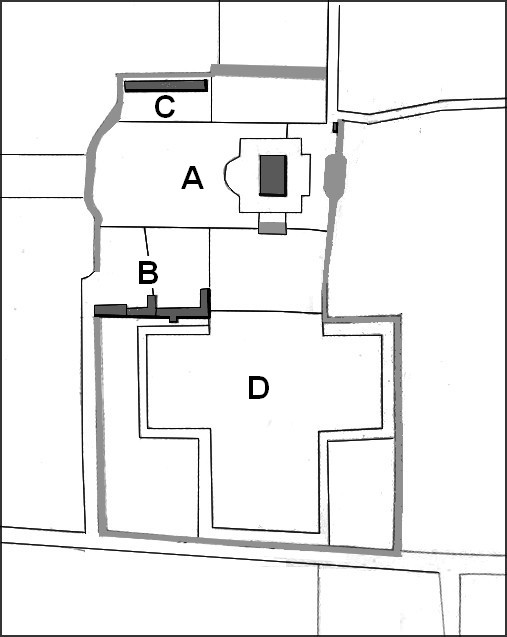
Représentation du plan cadastral de 1810

### Pignerolle en 1810
Une représentation du château est visible sur les plans du cadastre napoléonien de 1810. Les matrices cadastrales associées apportent une description du bâti : le château, de 50 portes et fenêtres, est entouré d’une cour d’honneur prolongée à l’ouest par un parterre de pelouse (A). De part et d’autre, au sud, la maison du fermier, de 5 portes et fenêtres, avec cellier, boulangerie, étable, écurie (B) et au nord une grande écurie, de 15 portes et fenêtres (C), aujourd'hui disparue. Au sud, un grand pré (D), dit « le jardin neuf », délimité par une allée en forme de croix. De part et d’autre, deux vergers. Le château, ses dépendances et ses jardins sont entourés presque complètement de fossés d’eau.
Le domaine de Pignerolle, qui fait 140 hectares, s’étend d’ouest en est sur environ un kilomètre et demi et comprend les fermes de Bois-Boulet, du Puits-des-Bois, de la Mare, des Ambillons, de la Bouvarderie et le lieu de Chaud-four.

### Propriétaires postérieurs
Alexandre-Florimond Durocher décède en son domicile, à Angers, le 22 avril 1820. En novembre 1824, ses deux filles confient à leur notaire, Me Lechalas, la vente du domaine de Pignerolle, adjugé à Pierre-Antoine Blancler pour 230 000 francs.
Pierre-Antoine Blancler, né à Saumur le 25 décembre 1777, est négociant en textile, rue Saint-Michel à Angers. Le 9 février 1801, Il épouse Marie-Marthe-Marine Farran, fille mineure de 16 ans, de Jean Farran, ancien maire d’Angers en 1785 et 1797 et de Marie Lollivrel. De leur union naissent deux enfants qui meurent jeunes et célibataires : Marine décède à Angers le 24 octobre 1821, à seulement 16 ans et Pitre décède au château de Pignerolle le 30 octobre 1829, à 27 ans.
Pierre-Antoine Blancler est un commerçant prospère. De 1822 à 1830 il siège à la Chambre consultative des arts et manufactures d’Angers (ancêtre de la Chambre de Commerce et d'Industrie). En 1830, Il est nommé maire de Saint-Barthélemy et le reste jusqu'à son décès, en 1863.
C’est à lui que l’on doit la première restauration de Pignerolle : il décore son château dans le style Premier Empire ; il fait construire les deux pavillons, à l’entrée du château, en bordure de la route d’Angers à Beaufort, ainsi que l’orangerie, dont la première pierre est posée en 1831. On lui doit, sans doute aussi, la très originale fabrique de jardin demi-circulaire et le pigeonnier, qui ne sont pas représentés sur le plan cadastral de 1810. En 1828, il confie au jardinier André Leroy, la restauration du parc. Il fait entourer de murs de schiste toute sa propriété, ce qui lui vaut la critique des riverains et du conseil municipal qui lui demande une indemnité de 600 francs pour réfection du chemin allant aux carrières. Ce chantier est considérable car le tour du parc de Pignerolle fait environ 5 km. Pendant leur communauté, M. et Mme Blancler n’ont cessé de faire croître leur patrimoine par de nombreuses acquisitions immobilières, à Angers et autour de leur propriété de Pignerolle. D'après les matrices cadastrales de Saint-Barthélemy et de Trélazé, avec toutes ces acquisitions, le domaine de Pignerolle passe de 140 à 264 hectares.
Mme Blancler-Ferran meurt à Angers le 11 mai 1863 et son mari six mois plus tard, à l'âge de 86 ans. Ils sont enterrés dans le cimetière de Saint-Barthélemy, avec leurs enfants. Dans son testament, Pierre-Antoine Blancler désigne comme légataire universelle sa nièce, Euphasie Bourgeois, épouse de Jules-Charles marquis de Perrochel. Cette dernière étant décédée à Paris le 31 juillet 1861, la succession Blancler revient à ses trois fils Edgar-Charles-Antoine, comte de Perrochel, Fernand-Clovis-Ludovic et Jules-Charles-Raphaël-Antonin, ces deux derniers encore mineurs. Après le décès d'Edgar puis de Fernand, tous deux restés célibataires, la succession revient intégralement à Jules-Charles-Raphaël-Antonin, marquis de Perrochel.
En 1899, par délibération de son conseil de famille, le marquis de Perrochel est « interdit de l’administration de sa personne et de ses biens ». Le 27 mars 1899, la conclusion est entérinée par un jugement du tribunal civil de Mamers et la décision est prise de mettre en vente les biens du Marquis. L’adjudication a lieu le 8 juin 1899 pour 28 lots – des fermes et 92 ha de terres. Le 23 octobre 1901, une autre vente aux enchères de 48 lots est organisée, comprenant le château avec son parc et le reste des terres du domaine, qui fait encore 199 hectares. Le château et le parc sont adjugés 166 000 francs au baron Ferdinand-Alphonse-Pierre-Marie Hamelin. M. et Mme Hamelin ne gardent pas longtemps la propriété qu’ils revendent, le 26 avril 1905, à Marie-Joseph Couderc de Saint-Chamant, et Anne-Sophie-Marie-Thérèse Joubert-Bonnaire son épouse. Les nouveaux propriétaires entreprennent d'importants travaux de rénovation intérieure.
Marie-Joseph-Henri Couderc de Saint-Chamant est né le 24 avril 1864 à Metz. Il fait Saint-Cyr et intègre différents régiments de chasseurs d’Afrique, dragons et hussards, de 1886 à 1902. Le 6 janvier 1892, il épouse Anne-Sophie, fille d’Ambroise Joubert-Bonnaire, directeur des filatures de toiles à voiles Joubert-Bonnaire, à Angers et ancien député de Maine-et-Loire. De leur union naissent trois enfants, Pierre, Isabelle et Guillaume. Conseiller municipal de Saint-Barthélemy en 1908, il est élu maire en 1909 et le reste jusqu'en 1930.

### 1939-1945: Pignerolle pendant la tourmente
Le 1er septembre 1939, l’Allemagne envahit la Pologne. Dès le 2 septembre, le 125e régiment d’Infanterie est formé à Saint-Barthélemy-d’Anjou. Ce régiment est constitué à 90% de réservistes, les cadres venant du 32e régiment d'infanterie de Tours. L’état-major du colonel Tauréo s’installe à Pignerolle. Le 13 septembre, le régiment quitte Angers pour le front. Quand l’armée allemande envahit la Pologne, le gouvernement polonais doit se résoudre à fuir. La France est sa terre d’accueil, et plus précisément Angers. Le 2 décembre 1939, M. Raczkiewicz, président de la République polonaise, s’installe à Pignerolle. Angers et Saint-Barthélemy-d'Anjou deviennent conjointement capitale de la Pologne résistante et cela jusqu'en juin 1940. Depuis, des liens très forts unissent l'Anjou et la Pologne, d'où la création d'une association d'échanges et de coopération entre Saint-Barthélemy-d'Anjou et la ville de Gąbin en Pologne. Au départ des Polonais, les Saint-Chamant reviennent à Pignerolle, mais ils sont contraints de quitter à nouveau leur château, cette fois-ci pour y loger un général allemand.
En 1943 la Kriegsmarine réquisitionne le château pour y installer un centre de communication avec les Unterseeboot, afin d'organiser l'attaque en masse des convois de navires alliés. 600 ouvriers construisent dans le parc onze bunkers et des baraquements pour près d'un millier de marins allemands. Ils quittent les lieux à la libération d’Angers, en août 1944. Après le départ des Allemands, le château est pillé par la population voisine. La réquisition est maintenue au profit de troupes américaines, puis du Service des prisonniers de guerre. Chacun de ces occupants édifie d’autres baraquements de bois que la Ville d’Angers affecte au logement provisoire de ses sinistrés et réfugiés. Il est possible de visiter les Bunkers de Pignerolle avec l'Association du Mémorial des bunkers de Pignerolle. 

### La cité d'urgence
En 1946, les baraquements permettent à 1 000 personnes de retrouver temporairement un logement. Une vraie vie communale s'organise avec une école, un poste de police... et l'orangerie accueille l'église de la cité et les blockhaus servent de terrain de jeu aux enfants. Mais avec le temps, la situation de la cité se dégrade. Les baraquements ne sont pas réparés. La Ville d'Angers, qui n’en est pas propriétaire, en rejette la responsabilité sur l’État. Les baraquements, réattribués à des familles toujours plus démunies, sont de plus en plus vétustes et deviennent de véritables taudis. L’alcoolisme, les bagarres y sévissent. Puis ce sont des incendies dans ces baraques de bois et d'isorel. Les dernières familles quittent Pignerolle le 31 juillet 1964. Au milieu de cette cité, le château, volets clos, est abandonné, ignoré.

### Pignerolle classé monument historique
Henri Enguehard, architecte départemental des Monuments historiques, s’engage pour la sauvegarde du patrimoine de Pignerolle. Il tente de récupérer les meubles dispersés après le départ des Allemands. Il obtient le classement au titre des monuments historiques du château par arrêté ministériel du 1er février 1961. L’inscription comprend le château, l’orangerie, les pavillons d’entrée avec les grilles, la fabrique demi-circulaire et la partie du parc avec la grande allée.
En 1964, la propriété est vendue au ministère des Armées par Mme de Dreux-Brézé, fille de M. de Saint-Chamant. La seule intervention est l'aménagement du grand blockhaus amiral en un abri anti-atomique.

### 1969: vente au district urbain d'Angers
Le district urbain d’Angers se porte acquéreur, pour 200 000 francs, du château et de la partie classée du parc, l’armée conservant 25 hectares incluant les blockhaus.
En septembre 1970, le parc de Pignerolle est ouvert au public pour la première fois depuis longtemps. Les restaurations indispensables et urgentes sont engagées, à commencer par les deux pavillons de l’entrée. La seconde opération concerne le château et ses extérieurs. La charpente est consolidée, les chenaux et les toitures sont entièrement refaits. Toutes les corniches, complètement pourries par les infiltrations d’eau et les balustrades tombées au sol, sont reconstruites à l’identique. Tous ces travaux, échelonnées entre 1971 et 1998 et subventionnés par l'État, ont coûté plus de neuf millions de francs, pour le château, et plus de deux millions pour les bâtiments annexes.
Le château ne trouve toujours pas d’affectation. Pendant dix ans, après le district qui envisageait d’en faire un lieu de réception pour ses hôtes de marque, divers ministères se sont intéressés à Pignerolle : la Culture pour en faire un centre de protection du patrimoine artistique, l’Agriculture pour le transfert des haras d’Angers et même l’Intérieur pour un centre de protection civile. Finalement, en 1988, de la rencontre de Guy Biraud, un industriel de Fontenay-le-Comte, et de Jean Monnier, maire d’Angers, est né le projet de musée de la communication.

## Le château musée de la communication
Si le château a retrouvé un bel aspect extérieur, à l’intérieur, les travaux sont importants, puisqu'avant de refaire la décoration, il faut supprimer des murs de béton ou des poutres métalliques, rajoutés par les différents utilisateurs du château, depuis 1939. Il faut également faire des aménagements pour répondre aux normes de sécurité applicables à un lieu public : ajout d’un escalier, d’un ascenseur, circulation du public. Les décorations peuvent alors être entreprises, dans le style d’origine du château. Onze corps de métiers se relaient pour restituer leur lustre aux tuffeaux, aux boiseries et aux stucs. Les travaux sont terminés en septembre 1990, pour un coût total de près de 9,4 millions de francs, incluant la restauration des bâtiments annexes, le ministère de la Culture participant pour 1,1 million de francs. Les 4 800 pièces de la collection de Guy Biraud peuvent maintenant être disposées avec des scénographies appropriées. Le 1er mai 1992, le musée européen de la communication est ouvert au public.
Le musée de la communication ferme définitivement ses portes le 31 décembre 2015. Ce musée, œuvre d'un collectionneur passionné, retraçait l'évolution des techniques de communication de la Préhistoire à la fin du XXe siècle, présentant des objets de l'imprimerie, du télégraphe, du cinéma, de la radio, de la télévision et de la communication spatiale.

## Architecture

### Le château

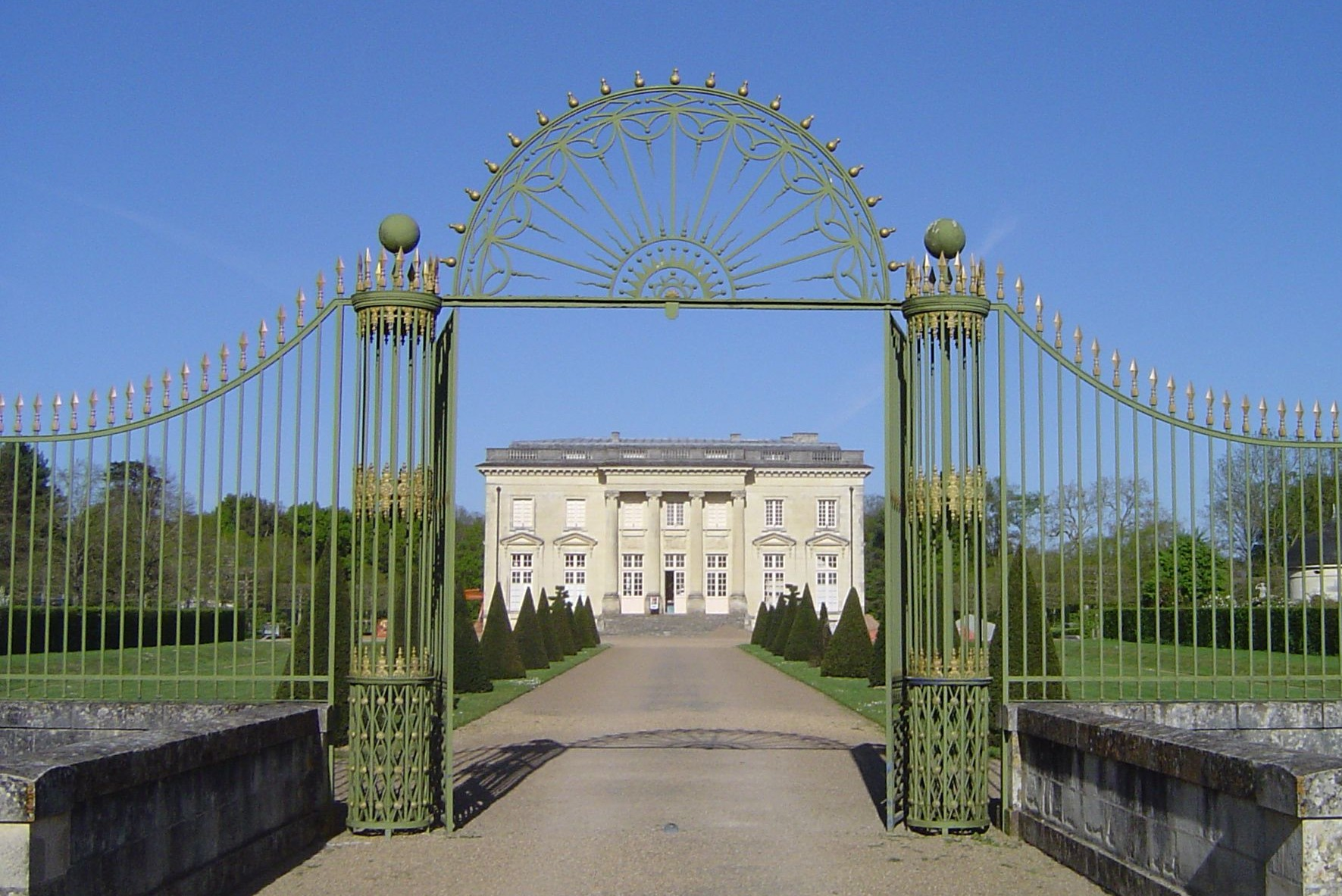
Entrée du château de Pignerolle

Cet édifice de style néo-classique est l’œuvre de l’architecte Michel Bardoul de la Bigotière qui s’associe au sculpteur Pierre-Louis David, (père de David d'Angers) pour la décoration.
Cette architecture a fait dire que Pignerolle était le petit Trianon angevin. Ce grand pavillon, de 25 mètres par 17, élevé sur deux niveaux, est construit sur sous-sol semi-enterré dans lequel se trouvaient les cuisines. Les façades principales comportent sept travées alors que les façades latérales en ont cinq. On accède au rez-de-chaussée par un large perron couvert d’un péristyle de quatre colonnes cannelées et chapiteaux ioniques avec guirlandes et pendentifs. Au-dessus des portes d’accès au vestibule, trois bas-reliefs allégoriques sont parfaitement conservés. Le bas-relief central représente Apollon, dieu de la lumière et des arts. Les deux autres représentent des déesses. La façade postérieure est pratiquement identique, mais les colonnes sont remplacées par des pilastres avec chapiteaux ioniques angulaires. Entre les portes d’accès au jardin et les fenêtres de l’étage, des décors d’architecture : guirlandes de fleurs, feuillages et rubans. Un entablement massif ceinture le bâti. Il est surmonté de balustrades masquant le toit en zinc.

### L'orangerie
Construite 55 ans après le château, l’orangerie est un édifice monumental de 280 m², pour sa plus grande partie en tuffeau. On y retrouve les caractéristiques architecturales du château : les grandes baies vitrées, à l’origine à petits carreaux, sont encadrées par dix colonnes lisses coiffées de chapiteaux ioniques angulaires. Les chaînes d’angle sont habillées de pilastres à chapiteaux identiques. L’entablement, presque identique à celui du château est surmonté d’une balustrade masquant le toit. Aujourd'hui destinée à l’organisation de réceptions, une construction en arc de cercle, très discrète, a été accolée à la façade arrière, aveugle, de l’orangerie. Elle abrite les cuisines et servitudes

### Le parc
Un jardin à la française entoure le château : devant le perron, deux parterres de gazon à la forme soulignée par des passe-pieds, sont bordés des ifs taillés en topiaire ; à l’arrière, un boulingrin, de chaque côté, des parterres de carrés en compartiments bordés de buis. Le jardin est fermé à l’ouest par une portion du fossé d’origine, maçonné d’ardoises, aux berges joliment fleuries. Tout autour, le parc, jardin à l’anglaise sillonné d’allées cavalières et de sentiers. Des décors de jardin il reste deux sphinx chevauchés par des angelots mutilés. Les vases Médicis, disparus depuis de décennies ont été remplacés, de même que la statue de Diane chasseresse.
Le jardin potager d’un hectare (créé par André Leroy), avec loge de jardinier, réserve d’eau et fabrique de jardin à la voûte remarquable, est entièrement clos de murs. Depuis 2013, la communauté urbaine Angers-Loire-Métropole et la ville d'Angers, y organisent le concours jardins d'expression. Cet événement a pour objectif de valoriser le secteur du végétal en y associant les écoles du paysage, de l'horticulture mais aussi des arts et du design présentes sur le territoire

### Bâtiments de service
Plusieurs bâtiments d’exploitation ont été détruits par les Allemands et plus récemment la ferme, dite du parc, a laissé place au parking. Il reste cette grande dépendance avec son toit à la Mansart et ses grandes lucarnes coiffées de frontons triangulaires, autrefois remises à voitures et logements des ouvriers. Aujourd'hui, il est utilisé pour des expositions temporaires.

## Galerie

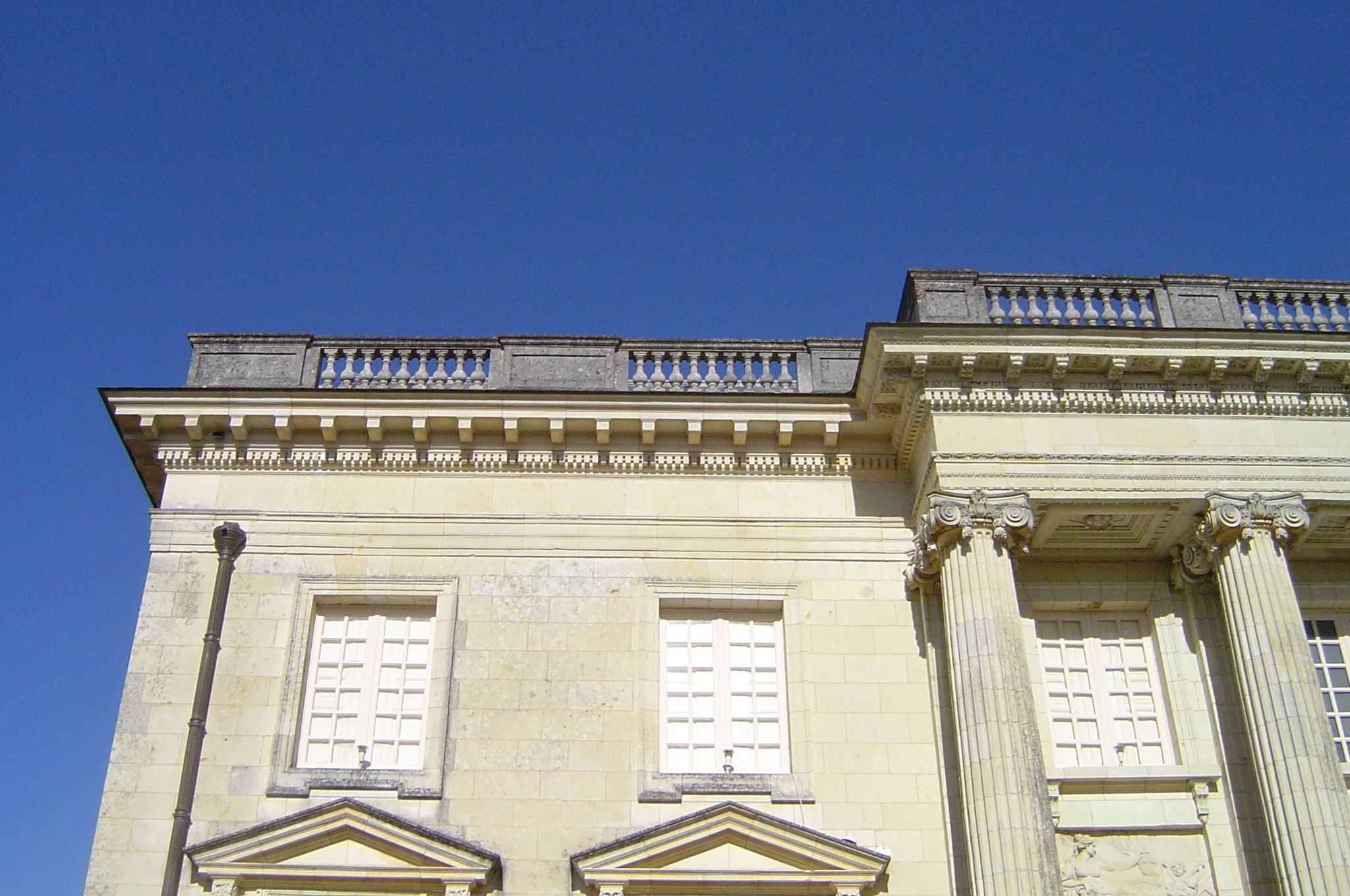
Détail de l'entablement
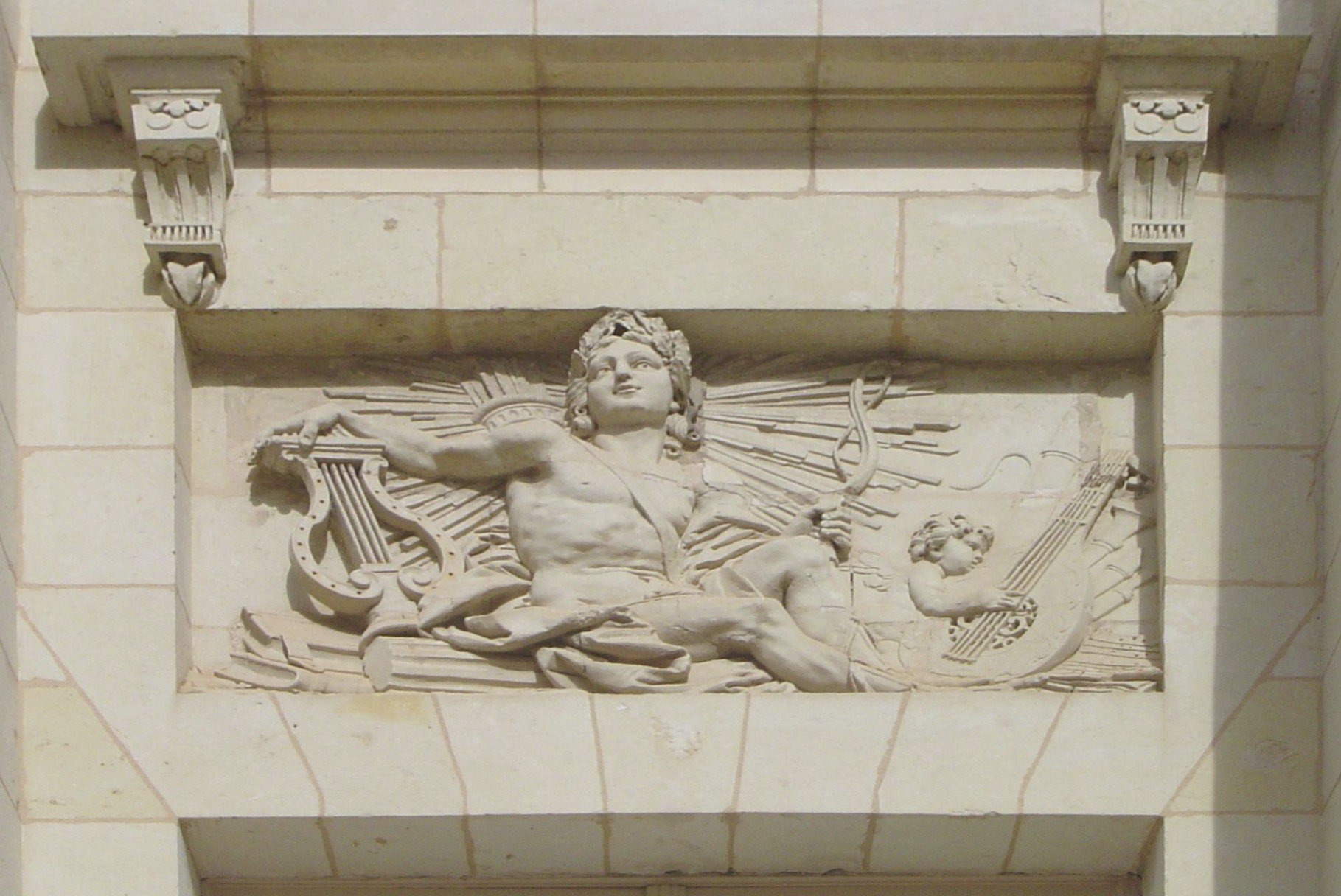
Bas-relief central représentant Apollon
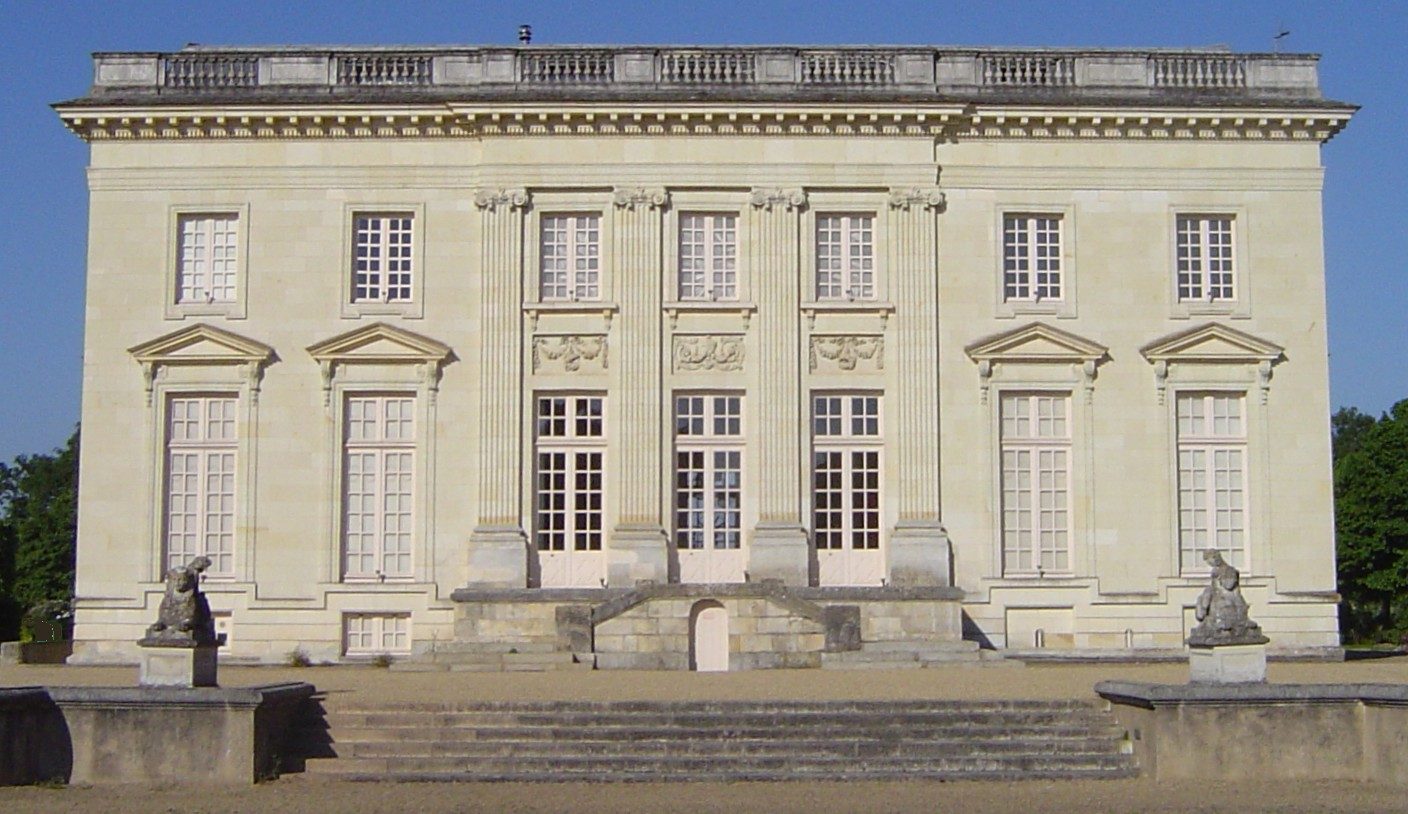
Façade est, côté parc
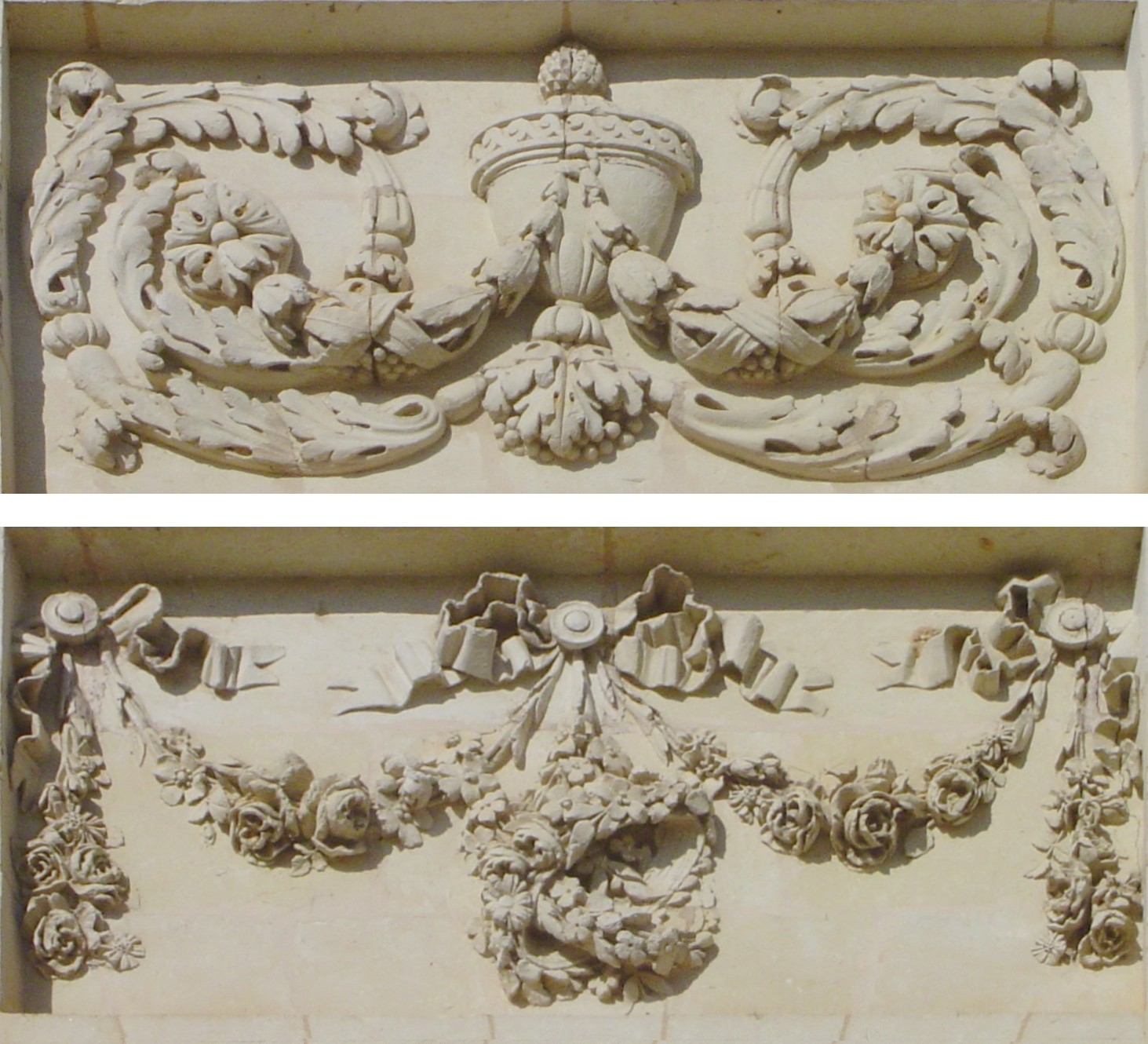
Façade est, ornements d'architecture
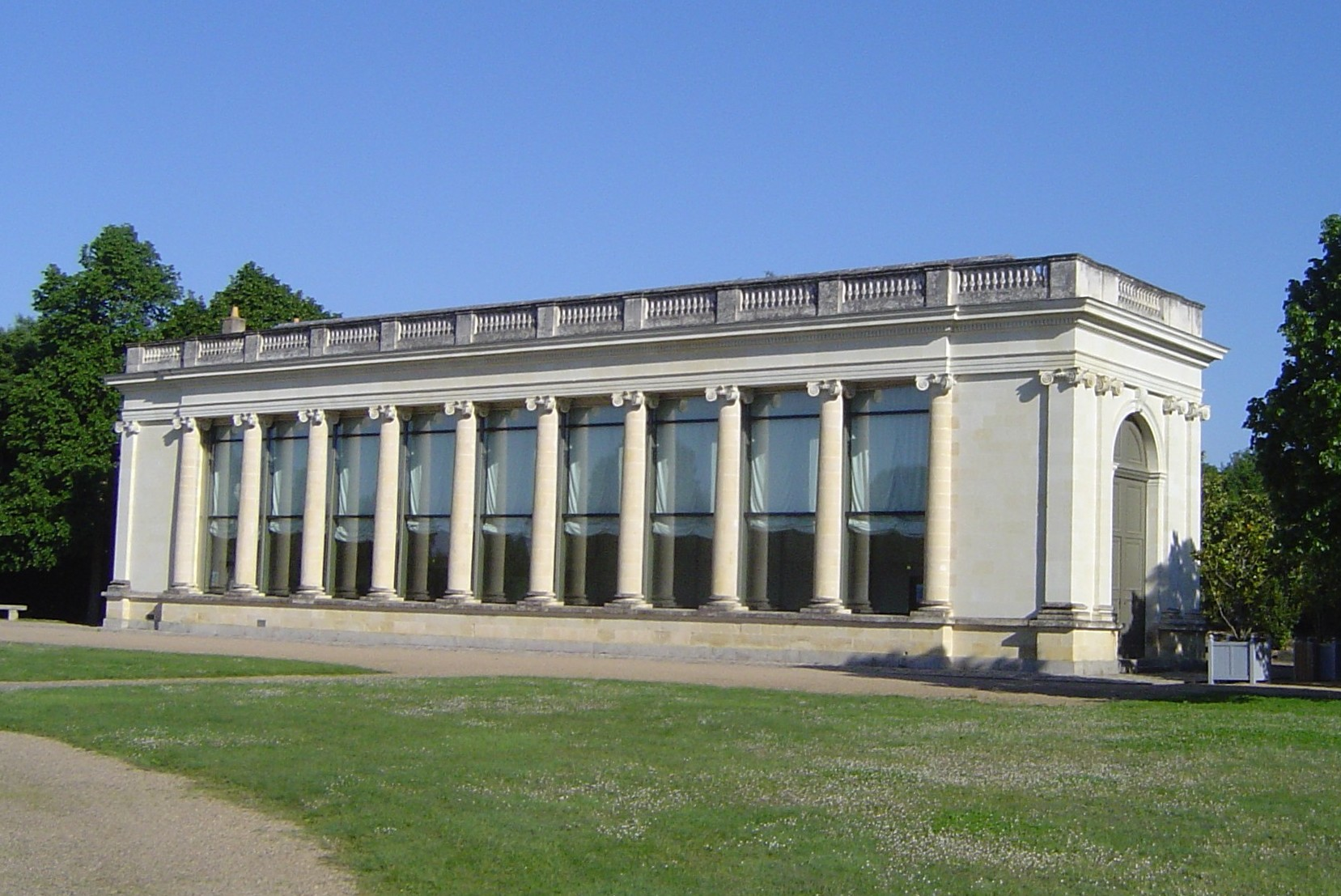
Orangerie
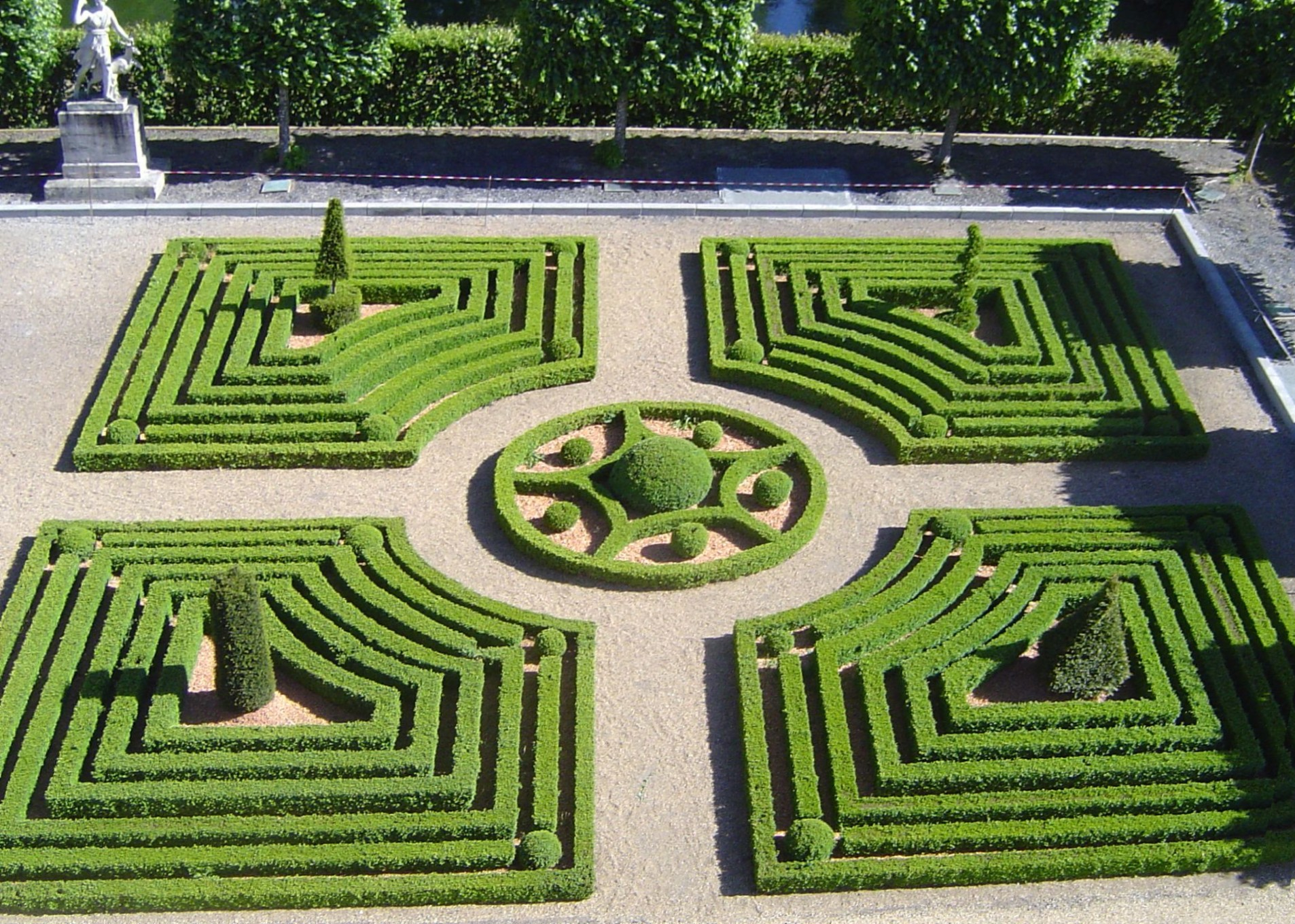
Parterre de carrés
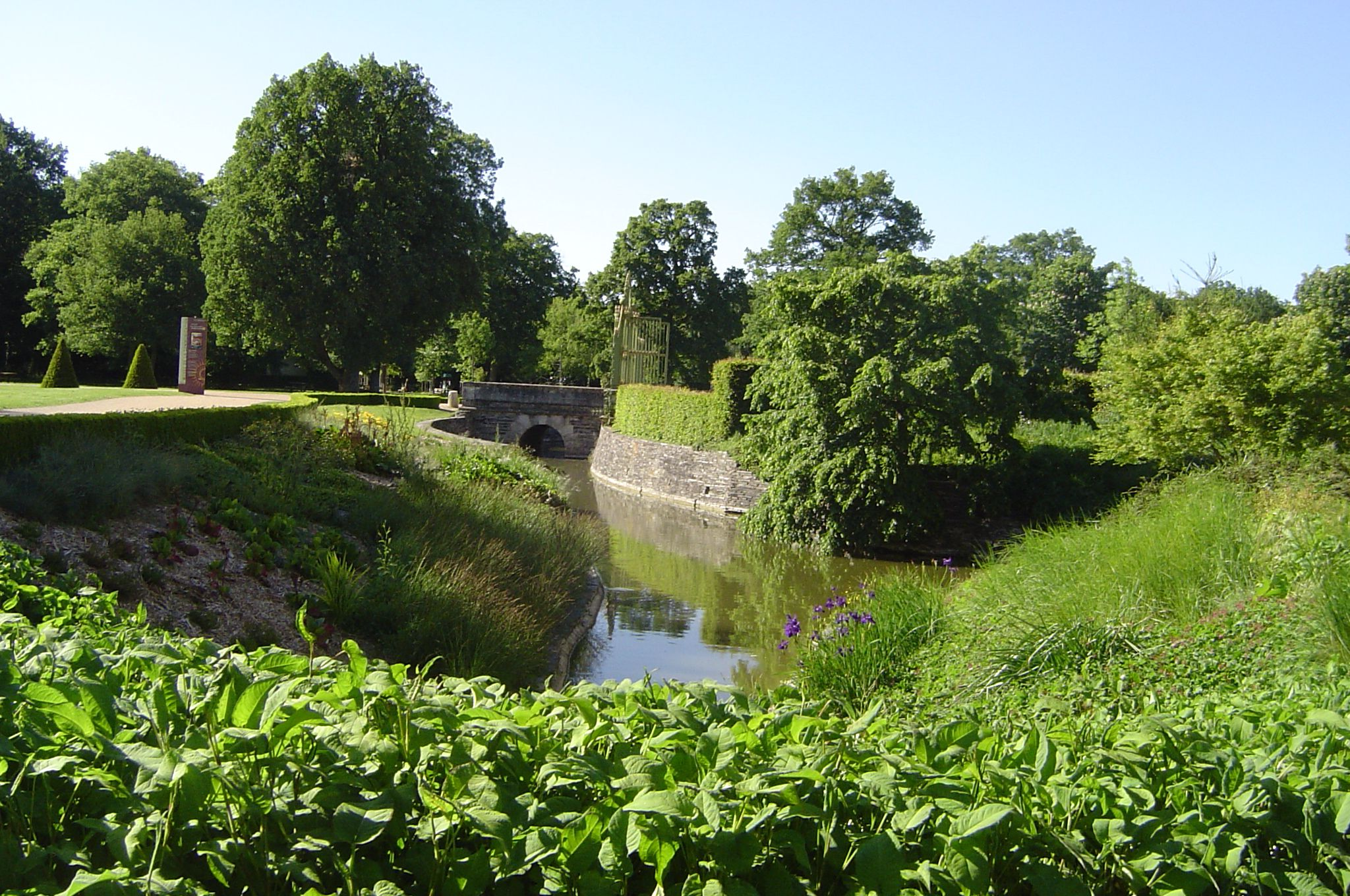
Fossé d'eau à l'entrée du château
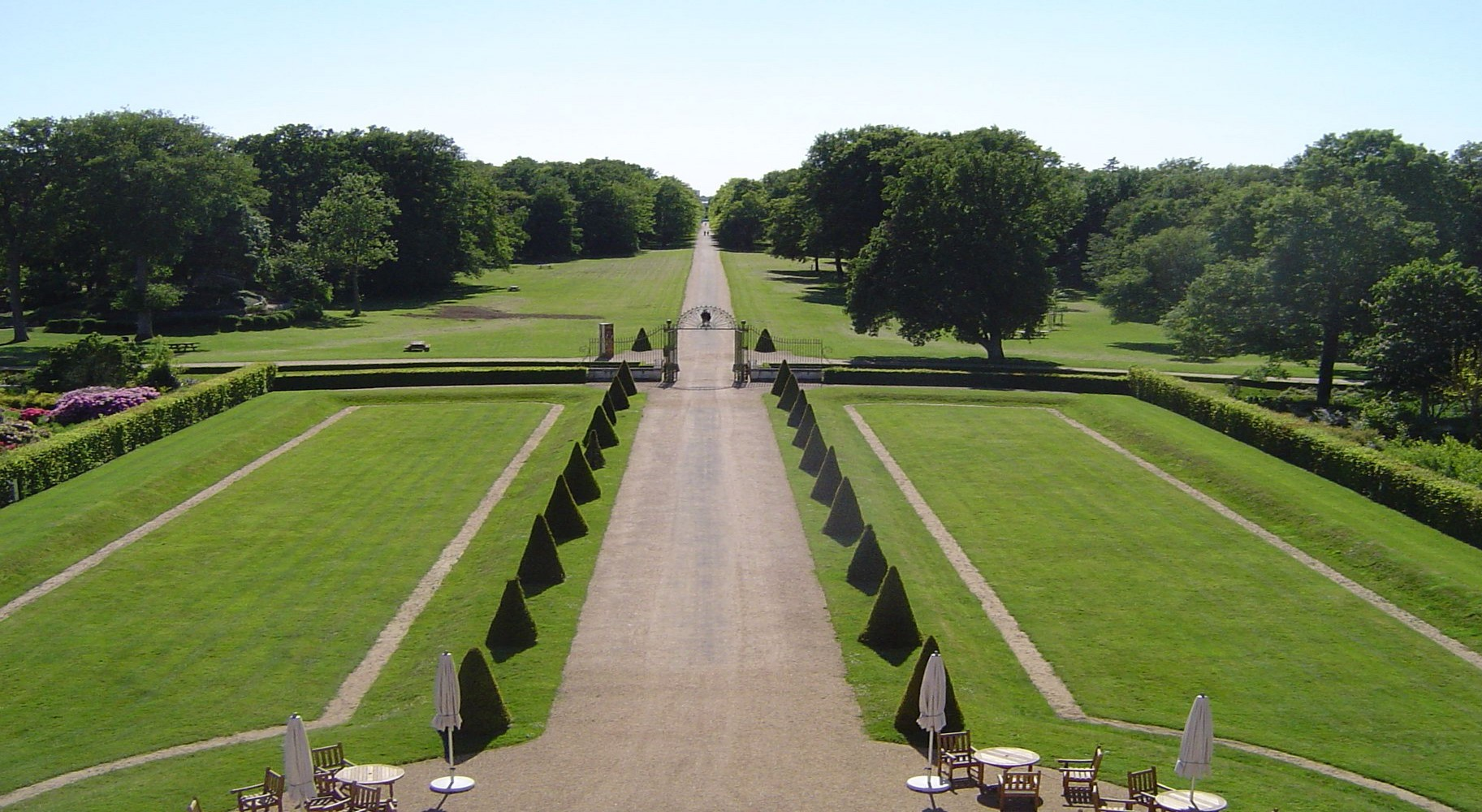
Allée principale
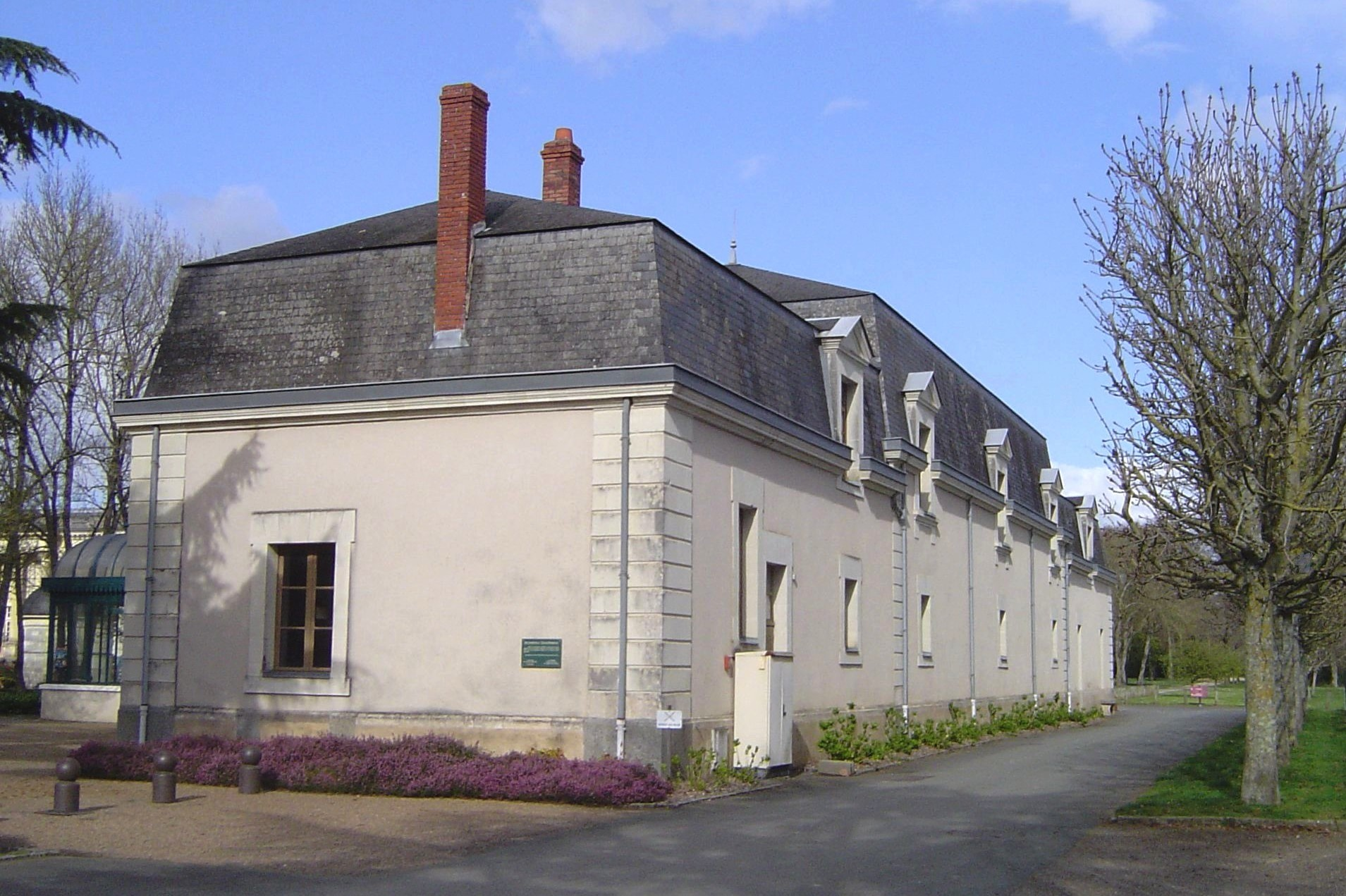
Bâtiment de service
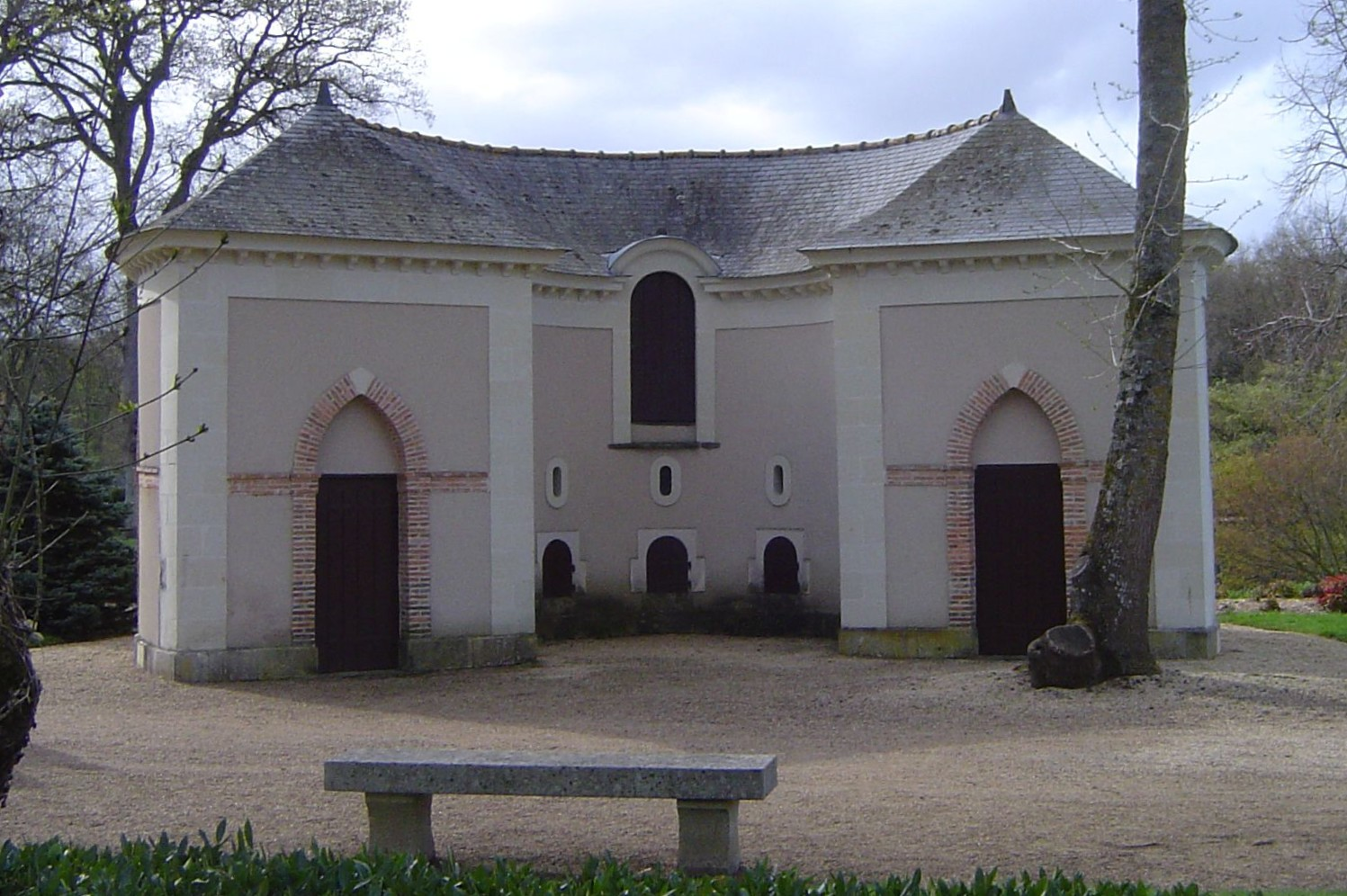
Fabrique de jardin
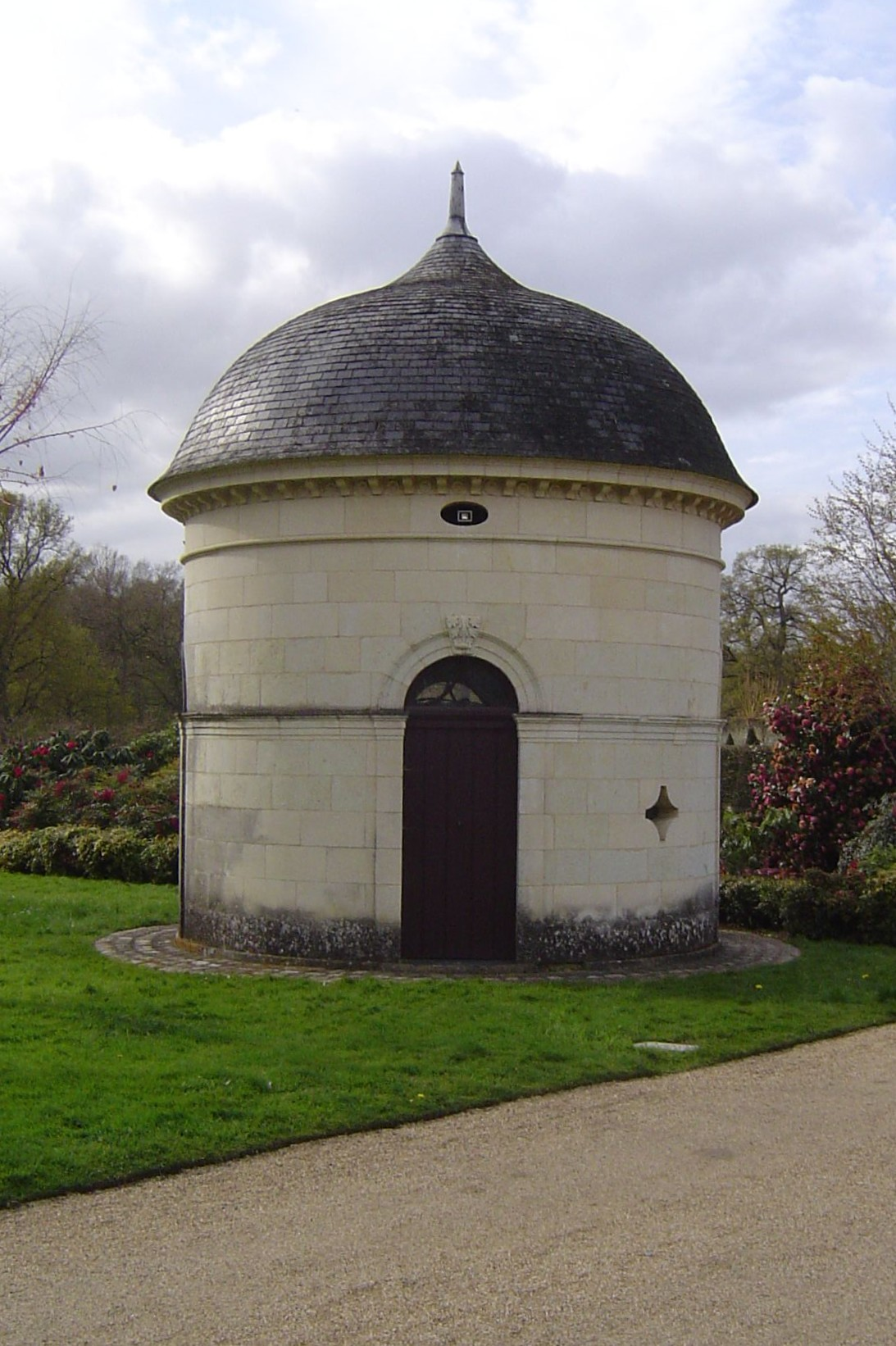
Pigeonnier
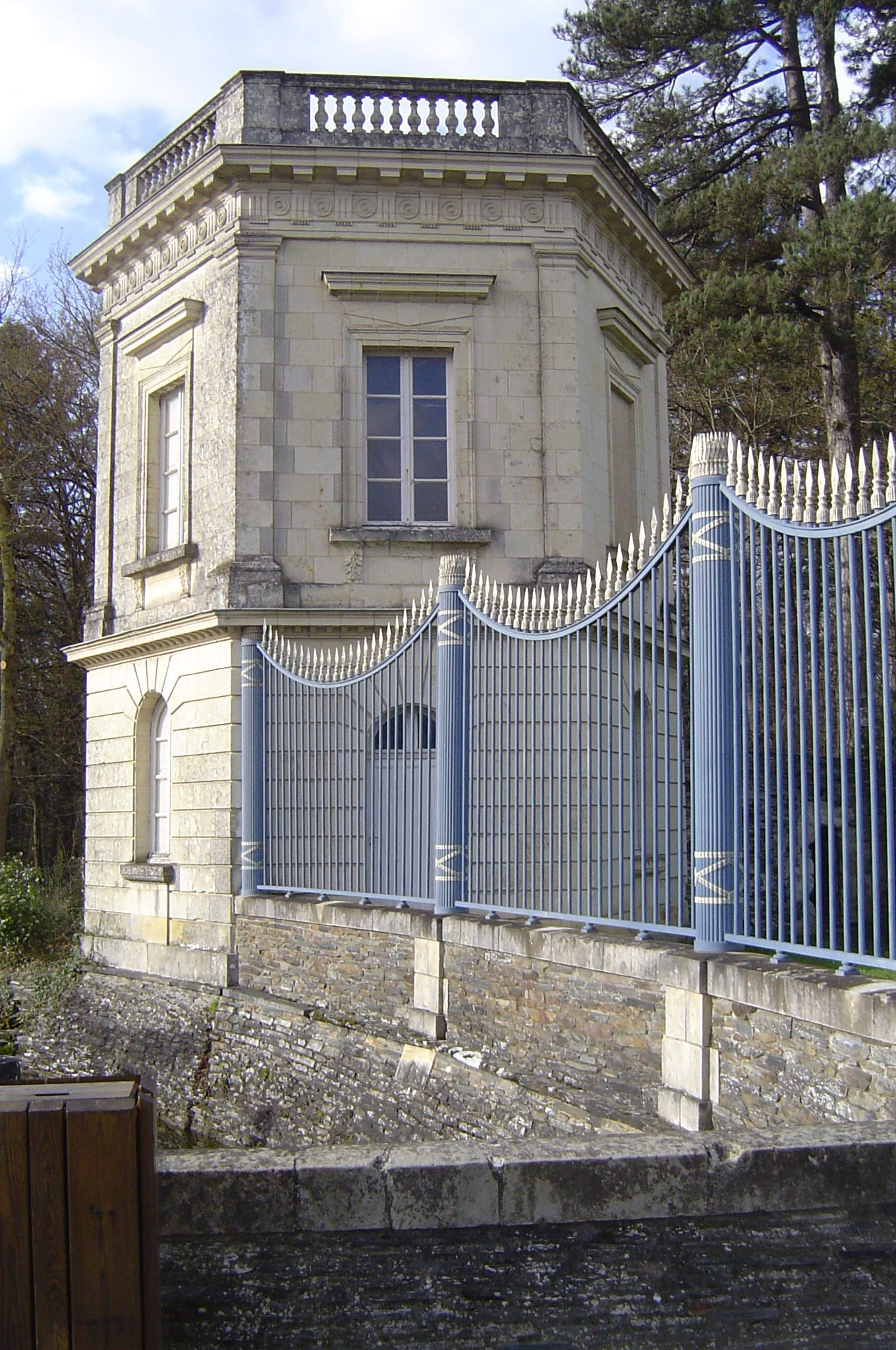
Pavillon d'entrée du domaine